# Ahmose-Nefertari
Ahmose-Nefertari var drottning (stor kunglig hustru) och möjligen regent under Egyptens artonde dynasti.  Hon var dotter till farao Seqenenre Tao och Ahhotep I, och gift med sin bror farao Ahmose I.  Hon var möjligen regent under sin son farao Amenhotep I:s minderårighet. 

## Biografi
Ahmose-Nefertari föddes i Tebe. Hon var möjligen först gift med sin bror farao Kamose, men detta är inte bekräftat. Det är däremot bekräftat att hon gifte sig med sin bror Ahmose I, som efterträdde Kamose på tronen, först under deras mors förmyndarskap. De fick flera barn, möjligen så många som sju stycken. 

### Drottning
Ahmose-Nefertari mottog en stor mängd titlar. Hon var bland annat Arvprinsessa (iryt-p`t), Den största nåden (wrt-im3t), Den största berömmelsen (wrt-hzwt), kungens moder (mwt-niswt), den stora kungens hustru (hmt-niswt-wrt), gudomlig maka (hmt-ntr), förenad med den vita kronan (khnmt-nfr-hdjt), kungens dotter (s3t-niswt), kungens syster (snt-niswt), Guds Maka till Amon och Gudomlig Avguderska: hon gavs slutligen titeln Återuppväckelsens Gudinna, och fick därmed de kanske högsta titlar en Egyptisk drottning har fått.  Själv ska hon ha föredragit titeln Gudomlig Maka.  Farao skapade ämbetet Amons Andra Profet innefattande land, gods och administratörer och gav det till henne med arvsrätt.  Som bärare av detta ämbete tycks hon ha ansvarat för templets landegendomar, dess administration verkstäder, skattkammare och dessa institutioners personal.  

### Senare liv
Hennes son Amenhotep I var uppenbarligen omyndig när han besteg tronen, och Ahmose-Nefertari tycks ha fungerat som hans regent. Det är oklart hur lång hennes regeringstid var. Det finns teorier om att det var hon som påbörjade byggnationerna vid Konungarnas dal.  Vid hennes sons död tycks Ahmose-Nefertari ha fungerat som en stabiliserande kraft som lyckades säkerställa ett lugnt överflyttande av makten till Thutmose I. 